# Ryan Held
Ryan Held (Springfield, 27 de junho de 1995) é um nadador estadunidense, medalhista olímpico.

## Carreira

### Rio 2016
Held competiu nos Jogos Olímpicos de 2016 conquistando a medalha de ouro nos 4x100 m livre.